# Julius Randle
Julius Deion Randle (ur. 29 listopada 1994 w Dallas) – amerykański koszykarz grający na pozycji silnego skrzydłowego, obecnie zawodnik Minnesota Timberwolves. 
Przez jeden sezon grał na Uniwersytecie Kentucky. Został wybrany z 7. numerem w drafcie 2014 przez Los Angeles Lakers.

## Szkoła średnia

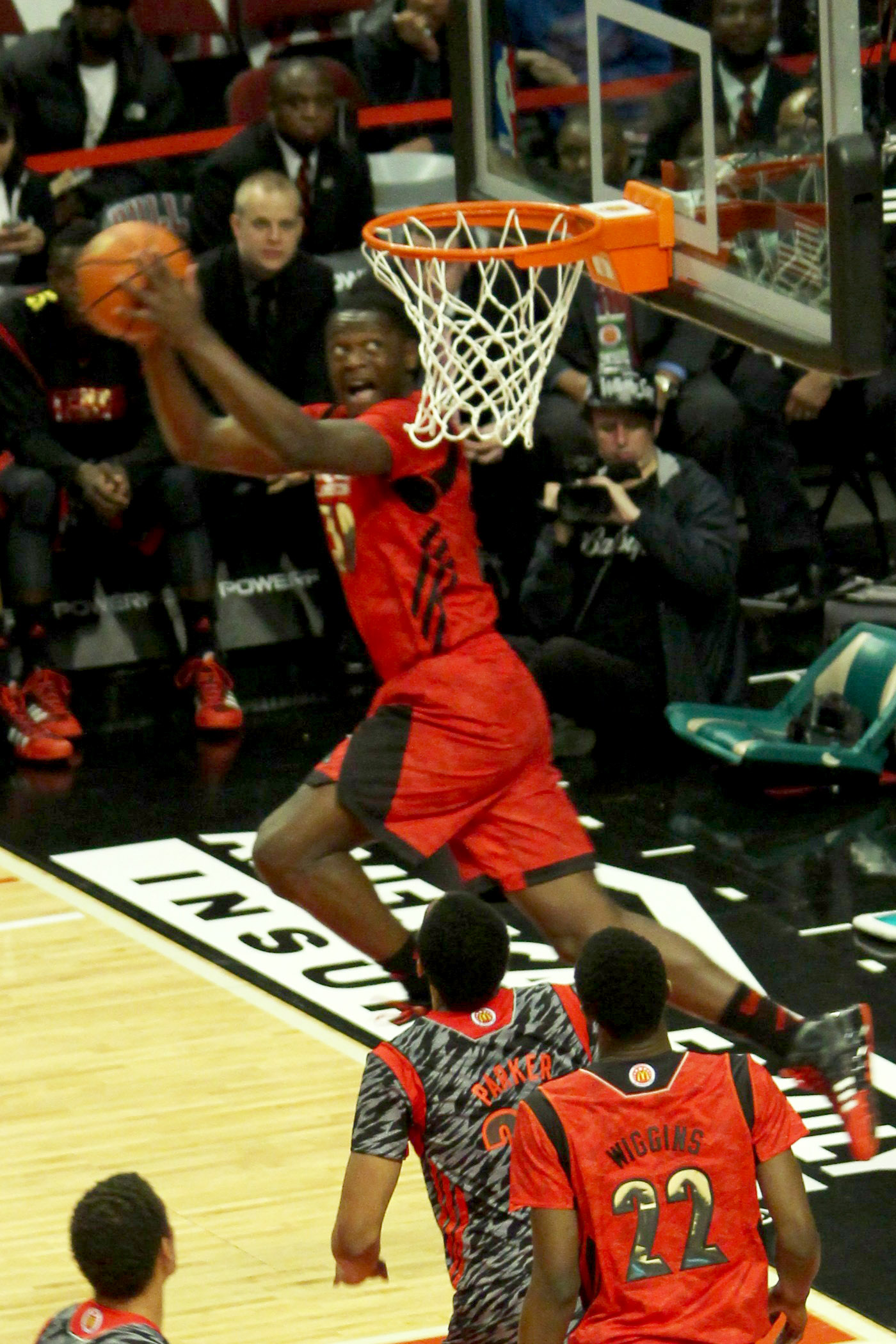
Randle wykonujący wsad podczas Meczu Gwiazd McDonalda 2013

Randle uczęszczał do szkoły średniej Prestonwood Christian Academy. Był klasyfikowany przez serwisy skautingowe jako jeden z najlepszych graczy szkół średnich.
Podczas ostatniego sezonu w szkole średniej, 24 listopada 2012, złamał kość w stopie, przez co musiał pauzować przez trzy miesiące. Powrócił w marcu i poprowadził drużynę do trzeciego mistrzostwa stanowego w czterech latach. W sezonie zdobywał średnio 32,5 punktu i 22,5 zbiórki na mecz. Podczas meczu gwiazd szkół średnich Jordan Brand Classic 2013 zdobył 19 punktów i 7 zbiórek i, wraz z Jabari Parkerem, został wybrany MVP tego spotkania. Wziął udział w Meczu Gwiazd McDonalda 2013, podczas którego zdobył 11 punktów. Był też uczestnikiem meczu Nike Hoop Summit, w którym zanotował 19 punktów.

## College
20 marca 2013 ogłosił, że spośród czterech uczelni: Kentucky, Kansas, Texas and Florida wybrał tę pierwszą. Rozegrał na tej uczelni jeden sezon, w trakcie którego zdobywał średnio 15,0 punktu i 10,4 zbiórki na mecz. Pomógł drużynie Kentucky Wildcats dotrzeć do finału turnieju NCAA, w którym przegrali z Connecticut Huskies. W sezonie 2013/14 24 razy notował double-double, co jest drugim wynikiem w historii uczelni; tylko Dan Issel zdobył ich więcej: 25 double-double w sezonie 1969/70.

## NBA
22 kwietnia 2014 Randle zgłosił się do wzięcia udziału w drafcie 2014. Został w nim wybrany z 7. numerem przez Los Angeles Lakers. 13 lipca podpisał kontrakt z tym klubem. W swoim debiucie w NBA, 28 października 2014, w meczu przeciwko Houston Rockets, złamał kość piszczelową w prawej nodze. Przed doznaniem kontuzji zdobył dwa punkty w 14 minut gry.
25 marca 2016 w meczu z Denver Nuggets zdobył pierwsze triple-double w karierze: 13 punktów, 18 zbiórek i 10 asyst.
8 lipca 2018 podpisał umowę z New Orleans Pelicans.
8 lipca 2019 został zawodnikiem New York Knicks.
2 października 2024, w ramach wymiany zawodników między klubami, trafił do Minnesoty Timberwolves.

## Osiągnięcia
Stan na 1 czerwca 2024, na podstawie, o ile nie zaznaczono inaczej.
NCAA
- Wicemistrz NCAA (2014)
- Najlepszy pierwszoroczny zawodnik konferencji Southeastern (SEC – 2014)[23]
- Zaliczony do:
  - III składu All-American (2014 przez AP, NABC)
  - I składu:
    - SEC (2014)
    - turnieju:
      - NCAA Final Four (2014 przez AP)[24]
      - SEC (2014)

    - najlepszych pierwszorocznych zawodników SEC (2014)

NBA
- Największy postęp NBA (2021)[25]
- Zaliczony do II składu NBA (2021[26])
- Wielokrotnie wybierany do udziału w meczu gwiazd NBA (2021[27], 2023[28], 2024[a])
- Uczestnik:
  - Skills Challenge (2021)[30]
  - konkursu rzutów za 3 punkty (2023)[31]
- Lider NBA w średniej minut spędzanych na parkiecie (2021 – 37,6)[32]

Reprezentacja
- Mistrz Ameryki U-18 (2012)[33]
- Uczestnik turnieju Nike Global Challenge (2011 – 4. miejsce)

## Statystyki
Na podstawie Basketball-Reference.com (ang.)

Stan na koniec sezonu 2023/24

### Sezon regularny
| Sezon   | Drużyna     | M   | S5  | MPG  | FG%   | 3P%   | FT%   | RPG  | APG | SPG | BPG | PPG  |
| ------- | ----------- | --- | --- | ---- | ----- | ----- | ----- | ---- | --- | --- | --- | ---- |
| 2014/15 | L.A. Lakers | 1   | 0   | 14,0 | 33,3% | –     | 0,0%  | 0,0  | 0,0 | 0,0 | 0,0 | 2,0  |
| 2015/16 | L.A. Lakers | 81  | 60  | 28,2 | 42,9% | 27,8% | 71,5% | 10,2 | 1,8 | 0,7 | 0,4 | 11,3 |
| 2016/17 | L.A. Lakers | 74  | 73  | 28,8 | 48,8% | 27,0% | 72,3% | 8,6  | 3,6 | 0,7 | 0,5 | 13,2 |
| 2017/18 | L.A. Lakers | 82  | 49  | 26,7 | 55,8% | 22,2% | 71,8% | 8,0  | 2,6 | 0,5 | 0,5 | 16,1 |
| 2018/19 | New Orleans | 73  | 49  | 30,6 | 52,4% | 34,4% | 73,1% | 8,7  | 3,1 | 0,7 | 0,6 | 21,4 |
| 2019/20 | New York    | 64  | 64  | 32,5 | 46,0% | 27,7% | 73,3% | 9,7  | 3,1 | 0,8 | 0,3 | 19,5 |
| 2020/21 | New York    | 71  | 71  | 37,6 | 45,6% | 41,1% | 81,1% | 10,2 | 6,0 | 0,9 | 0,3 | 24,1 |
| 2021/22 | New York    | 72  | 72  | 35,3 | 41,1% | 30,8% | 75,6% | 9,9  | 5,1 | 0,7 | 0,5 | 20,1 |
| 2022/23 | New York    | 77  | 77  | 35,5 | 45,9% | 34,3% | 75,7% | 10,0 | 4,1 | 0,6 | 0,3 | 25,1 |
| 2023/24 | New York    | 46  | 46  | 35,4 | 47,2% | 31,1% | 78,1% | 9,2  | 5,0 | 0,5 | 0,3 | 24,0 |
| Razem   |             | 641 | 561 | 32,0 | 47,0% | 33,3% | 74,8% | 9,4  | 3,7 | 0,7 | 0,4 | 19,1 |

### Play-offy
| Sezon | Drużyna  | M  | S5 | MPG  | FG%   | 3P%   | FT%   | RPG  | APG | SPG | BPG | PPG  |
| ----- | -------- | -- | -- | ---- | ----- | ----- | ----- | ---- | --- | --- | --- | ---- |
| 2021  | New York | 5  | 5  | 36,0 | 29,8% | 33,3% | 85,2% | 11,6 | 4,0 | 0,6 | 0,0 | 18,0 |
| 2023  | New York | 10 | 10 | 33,0 | 37,4% | 25,8% | 70,9% | 8,3  | 3,6 | 0,5 | 0,3 | 16,6 |
| Razem |          | 15 | 15 | 34,0 | 34,4% | 28,3% | 75,6% | 9,4  | 3,7 | 0,5 | 0,2 | 17,1 |